# Manyaran (Karanggede)
Manyaran is een bestuurslaag in het regentschap Boyolali van de provincie Midden-Java, Indonesië. Manyaran telt 3774 inwoners (volkstelling 2010).